# 秋北タクシー
秋北タクシー株式会社（しゅうほくタクシー）は、秋田県大館市に本社を置く秋北バス株式会社子会社のタクシー、バス事業者である。
一般タクシーの営業のほか、路線バスの運行も行っている。社団法人日本バス協会の会員にはなっていない。

## 沿革
- 1961年9月28日、ゆりかご観光として資本金300万円で能代市に設立され、旅館やハイヤー業を営む[1]。
- 1964年12月25日、全株式を秋北バスが取得して、商号を秋北タクシーに改め、国際興業グループ傘下となった[2]。
- 1965年8月、大館市に本社を移転。1969年6月、資本金を1200万円に増資。大館営業所を新設した[1]。
- 2001年12月1日、秋北バスより大久保岱線、石川線の移管を受ける。両線を統合して大久保岱線として運行開始。
- 2013年11月、国際興業グループ傘下であった秋北バス、岩手県交通、十和田観光電鉄の3社はMBOによって、国際興業から独立。新たに統括会社として設立された国際東北の傘下に、3社など共に入った。
- 2023年10月1日、大館市田代地域コミュニティバス「たしろたけのこ号」運行開始[3]。

## 本社及び営業所
- 事務所及び大館営業所
  - 秋田県大館市有浦3丁目4-18
- 能代営業所
  - 秋田県能代市浜通町3-10

## 現行路線

### 大館能代空港リムジンバス
- （往路） : 大館市役所前 → 大館鳳鳴高校前 → 城南小学校前 → 長倉町 → 大館駅前 → 大館桂桜高校前 → 谷地の平団地前 → 早口 → いとく鷹巣ショッピングセンター前 → 鷹巣駅前 → 北秋田振興局前 → 大館能代空港
- （復路） : 大館能代空港 → 北秋田振興局前 → 鷹巣駅 → いとく鷹巣ショッピングセンター前 → 早口 → 谷地の平団地前 → 大館桂桜高校前 → 大館駅前 → 看護福祉大学前 → 末広町 → 長倉町 → 大館市役所前 → 大館鳳鳴高校前 → 城南小学校前
  - 2011年7月1日 - 運行経路が一部変更された。
  - 2013年10月1日 - 秋北バスターミナルの廃止にともない運行経路を一部変更する[4]。
  - 2025年4月1日 - 大館市役所構内乗り入れに伴い、運行経路を一部変更する[5]。

大館能代空港リムジンバス
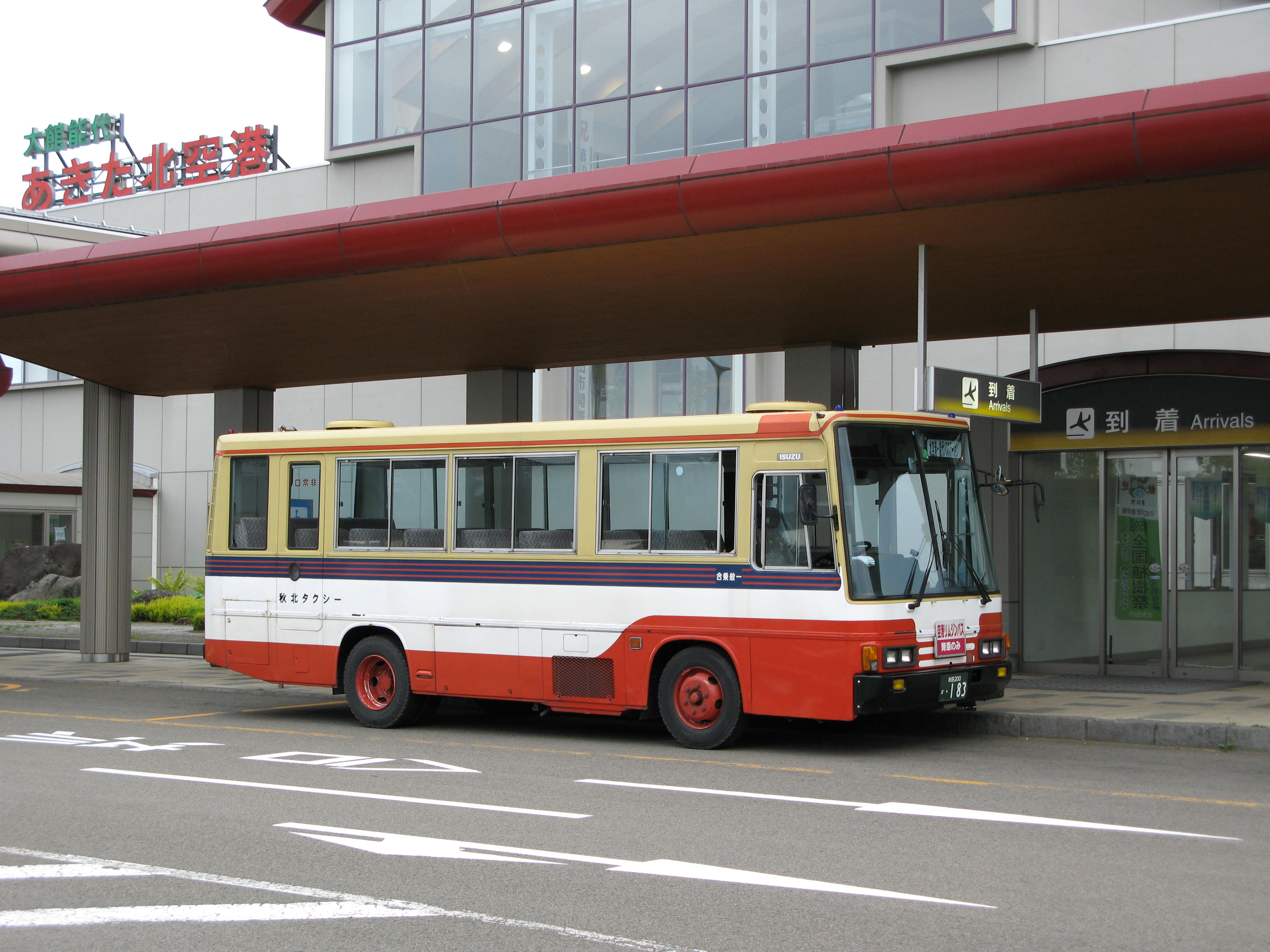
能代線の車両
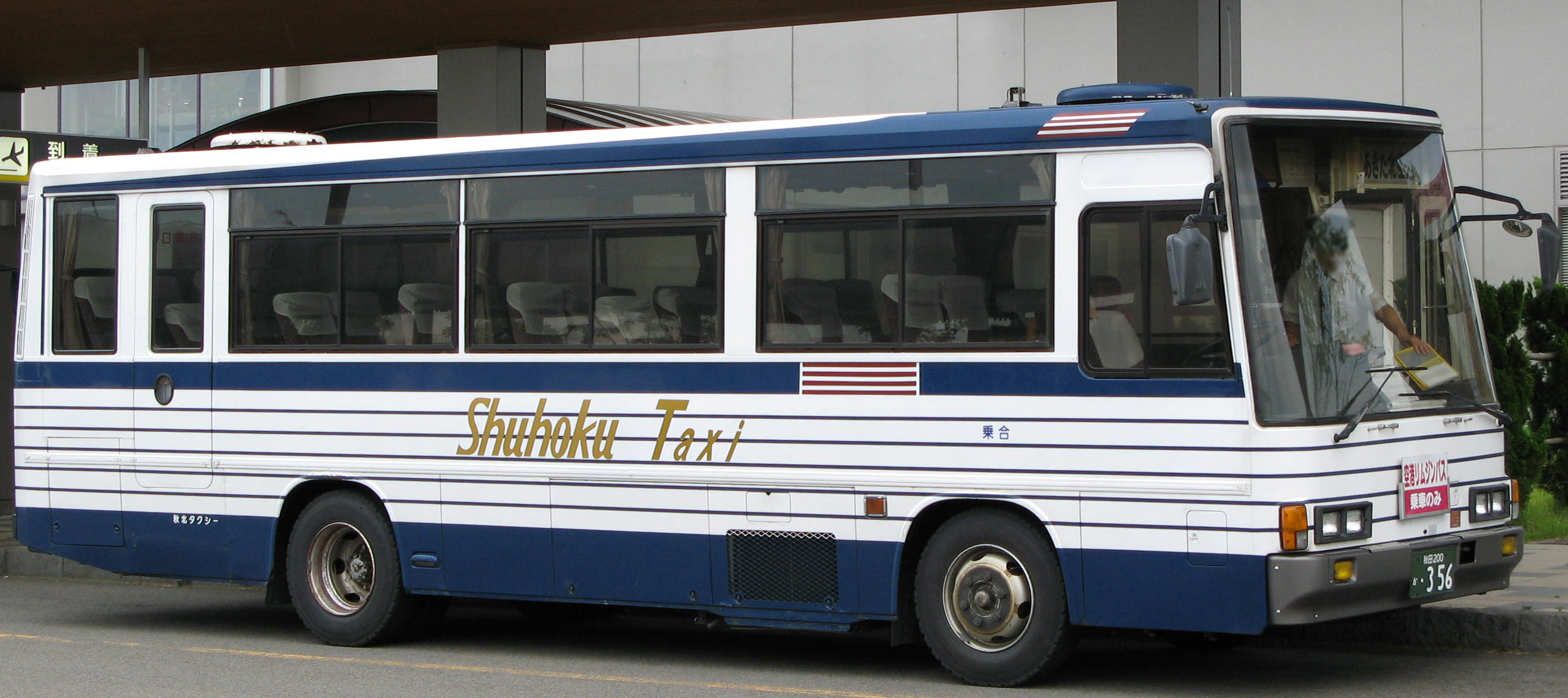
大館線の初代車両
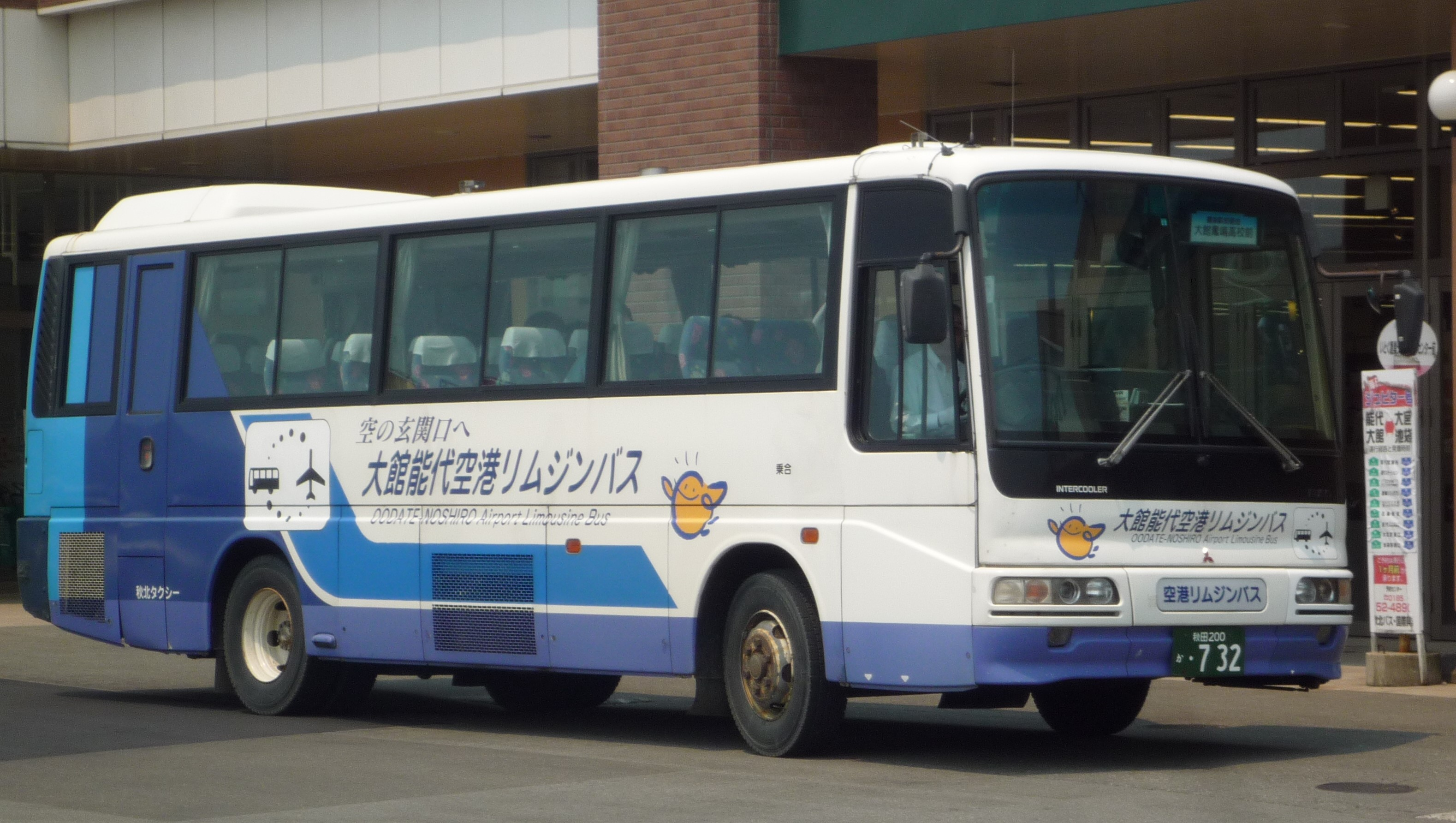
大館線の2代目車両
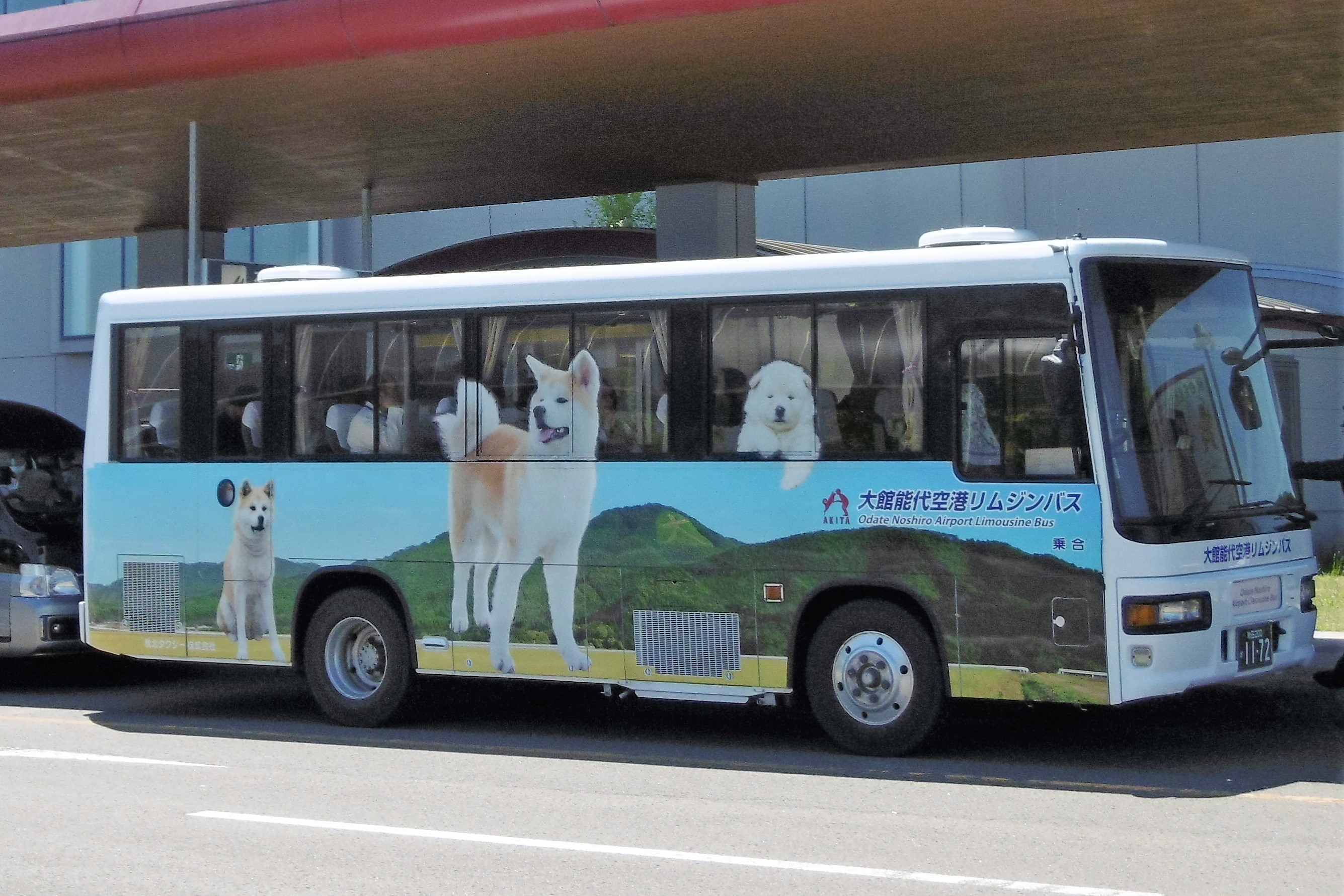
大館線の3代目車両

### 大館市田代地域コミュニティバス「たしろたけのこ号」
全路線土曜・日曜・祝日運休。

#### 中谷地・本郷線
- 田代総合支所前 - 早口駅前 - ビッグマート - 本郷神社前 - 大岱 - 深沢 - 大野 - 中谷地

#### 大石渡・谷地の平線
- 田代総合支所前 - 早口駅前 - ビッグマート - 谷地の平分館 - 比立内 - 発電所前 - 田茂の木 - 岩瀬羽立 - 大石渡

#### 山田・赤川線
- 田代総合支所前 - 早口駅前 - ビッグマート - 代野 - 赤川 - 赤坂 - 山田 - 一本柳 - 柏木会館前 - 下川沿駅前

### 能代駅前 - 東能代地区連絡コミュニティバス「ではるん」
- 能代駅前 - 能代バスステーション - 市役所前 - 柳町 - 二中前 - 大瀬団地前 - 東能代駅前 - イオンタウン能代 - 医師会病院前 - アクロス能代 - ジェイコー秋田病院 - 能代駅前
  - 平日のみ運行

## 廃止路線
- 大久保岱線
  - 能代ステーション - 須田 - 畑谷入口 - 石川 - 沢目駅前 - 大久保岱
    - 秋北バスから移管を受けるも、2022年10月改訂で廃止。八峰町巡回バスに転換[6]。

- 大館能代空港リムジンバス
  - 能代ステーション - 能代駅前 - 東能代駅前 - 二ツ井駅前 - 大館能代空港
    - 空港利用客及びリムジンバス利用客減少のため、2011年6月30日の運行をもって廃止。翌7月1日より、後述の予約制乗合タクシーの運行を開始[7]。

## 乗合タクシー
大館能代空港乗合タクシー（予約制）

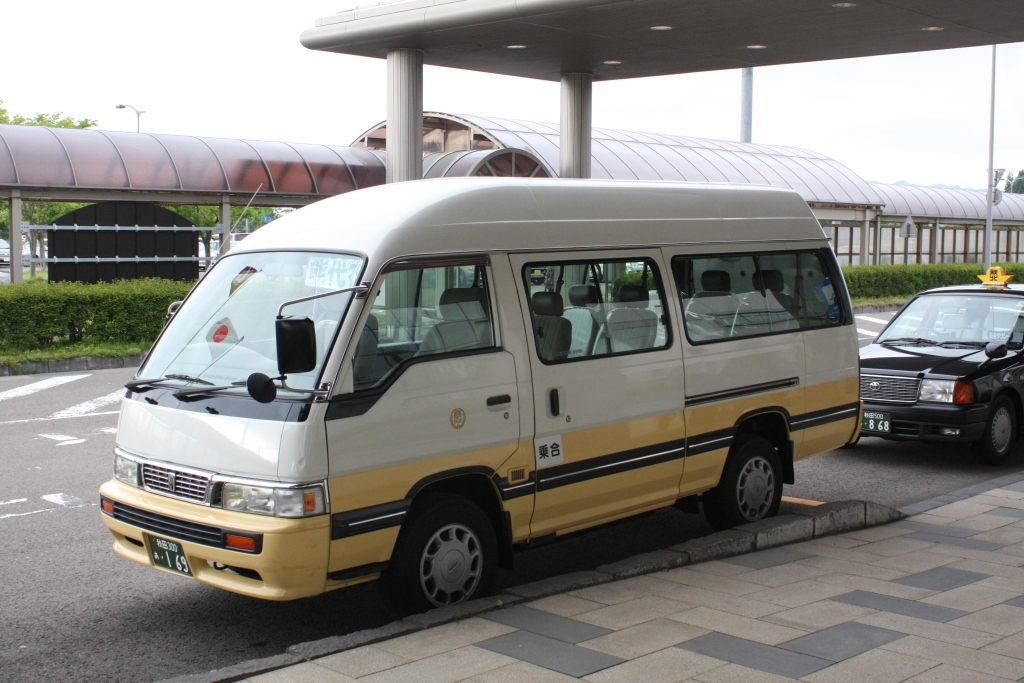
大館能代空港乗合タクシー

- 能代市街地 - 東能代駅前 - 二ツ井庁舎前 - 二ツ井駅前 - 大館能代空港

利用客の減少によって廃止された能代 - 大館能代空港リムジンバスの代替として2011年7月1日より運行を開始した。能代市街地に限り、希望する場所から乗り降りすることができる。

## タクシー車両
- トヨタのプリウス・コンフォート・クラウンコンフォートなどを採用し、小型車でも黒塗り塗装が特徴である。なお1980年代の一時期、いすゞ・アスカのディーゼル車が多く使用されていた。

## その他
- 秋北バスの発行する普通回数券・セット回数券をタクシー代金に充当可能。（従来のタクシー共通乗車券は2009年3月15日をもって販売終了）
- 大館能代空港リムジンバスでは、現金のほか、クレジットカード・QRコードでの決済や電子マネーでの支払が可能[8]。